# Temporada 1949-50 de los Denver Nuggets (original)
La Temporada 1949-50 fue la primera y única de los Denver Nuggets en la NBA, tras jugar el año anterior en la NBL. La temporada regular acabó con 11 victorias y 51 derrotas, el peor balance de toda la liga, ocupando el sexto y último puesto de la División Oeste, no logrando clasificarse para los playoffs.

## Temporada regular
| División Oeste           | División Oeste | División Oeste | División Oeste | División Oeste | División Oeste | División Oeste | División Oeste | División Oeste |
| Equipo                   | G              | P              | %              | PD             | Casa           | Fuera          | Neutral        | Div            |
| ------------------------ | -------------- | -------------- | -------------- | -------------- | -------------- | -------------- | -------------- | -------------- |
| x-Indianapolis Olympians | 39             | 25             | .609           | -              | 24-7           | 12-16          | 3-2            | 8-11           |
| x-Anderson Packers       | 37             | 27             | .578           | 2              | 22-9           | 12-18          | 3-0            | 7-10           |
| x-Tri-Cities Blackhawks  | 29             | 35             | .453           | 10             | 20-13          | 6-20           | 3-2            | 8-9            |
| x-Sheboygan Redskins     | 22             | 40             | .355           | 17             | 17-14          | 5–22           | 0-4            | 5-12           |
| Waterloo Hawks           | 19             | 43             | .306           | 20             | 16-15          | 2–22           | 1-6            | 4-13           |
| Denver Nuggets           | 11             | 51             | .177           | 28             | 9-16           | 1–25           | 1-10           | 3-14           |

## Estadísticas
| Rk | Jugador         | Edad | P  | PT | MP | TC  | TCI  | %TC  | 3P | 3PI | %3P | TL  | TLI | %TL  | RO | RD | RT | AS  | RB | TAP | BP | FP  | PTS  |
| -- | --------------- | ---- | -- | -- | -- | --- | ---- | ---- | -- | --- | --- | --- | --- | ---- | -- | -- | -- | --- | -- | --- | -- | --- | ---- |
| 1  | Kenny Sailors   | 28   | 57 |    |    | 5.8 | 16.6 | .349 |    |     |     | 5.8 | 8.0 | .721 |    |    |    | 4.0 |    |     |    | 4.2 | 17.3 |
| 2  | Dillard Crocker | 25   | 53 |    |    | 4.6 | 15.8 | .292 |    |     |     | 4.4 | 6.0 | .735 |    |    |    | 1.6 |    |     |    | 4.2 | 13.6 |
| 3  | Bob Brown       | 26   | 62 |    |    | 4.5 | 12.3 | .361 |    |     |     | 2.8 | 4.1 | .683 |    |    |    | 1.6 |    |     |    | 4.3 | 11.7 |
| 4  | Duane Klueh     | 24   | 33 |    |    | 3.3 | 9.2  | .364 |    |     |     | 3.4 | 4.6 | .725 |    |    |    | 1.9 |    |     |    | 2.2 | 10.0 |
| 5  | Floyd Volker    | 28   | 37 |    |    | 3.9 | 12.8 | .308 |    |     |     | 1.7 | 3.0 | .577 |    |    |    | 2.8 |    |     |    | 3.7 | 9.6  |
| 6  | Jack Toomay     | 27   | 62 |    |    | 3.3 | 8.3  | .397 |    |     |     | 3.0 | 4.3 | .705 |    |    |    | 1.5 |    |     |    | 3.4 | 9.6  |
| 7  | Jimmy Darden    | 27   | 26 |    |    | 3.0 | 9.3  | .321 |    |     |     | 2.1 | 3.1 | .688 |    |    |    | 2.6 |    |     |    | 2.6 | 8.1  |
| 8  | Jack Cotton     | 25   | 54 |    |    | 1.8 | 6.1  | .292 |    |     |     | 1.5 | 3.0 | .509 |    |    |    | 1.2 |    |     |    | 3.4 | 5.1  |
| 9  | Al Guokas       | 24   | 41 |    |    | 2.1 | 6.6  | .317 |    |     |     | 0.6 | 1.1 | .532 |    |    |    | 2.1 |    |     |    | 2.8 | 4.8  |
| 10 | Bob Royer       | 22   | 42 |    |    | 1.9 | 5.5  | .338 |    |     |     | 1.0 | 1.4 | .707 |    |    |    | 2.0 |    |     |    | 1.7 | 4.7  |
| 11 | Ed Bartels      | 24   | 13 |    |    | 1.6 | 6.3  | .256 |    |     |     | 1.3 | 2.4 | .548 |    |    |    | 1.5 |    |     |    | 2.1 | 4.5  |
| 12 | Bill Herman     | 25   | 13 |    |    | 1.9 | 5.0  | .385 |    |     |     | 0.5 | 0.8 | .545 |    |    |    | 1.2 |    |     |    | 1.0 | 4.3  |
| 13 | Jake Carter     | 25   | 13 |    |    | 1.0 | 3.5  | .289 |    |     |     | 1.4 | 2.0 | .692 |    |    |    | 1.2 |    |     |    | 2.1 | 3.4  |
| 14 | Earl Dodd       | 25   | 9  |    |    | 0.7 | 3.0  | .222 |    |     |     | 0.3 | 0.6 | .600 |    |    |    | 0.7 |    |     |    | 1.4 | 1.7  |
| 15 | Jim Browne      | 20   | 31 |    |    | 0.5 | 1.5  | .354 |    |     |     | 0.4 | 0.9 | .481 |    |    |    | 0.3 |    |     |    | 0.5 | 1.5  |